# Sexto Turpilio
Sexto Turpilio  (en latín, Sextus Turpilius; m. 104 a. C.)  fue un comediógrafo latino, uno de los últimos autores de la llamada comedia paliata.
Aunque según el erudito Volcacio Sedígito estaba por delante de Terencio, poco se sabe sobre su vida, excepto que murió en el 104 a. C. a edad muy avanzada. De sus obras tan sólo se conservan fragmentos y los títulos de trece comedias en griego; seis parecen inspirarse en Menandro, su modelo preferido. Lo que queda de él fue editado por Ludwika Rychlewska en «Turpilii comici fragmenta», Bibliotheca scriptorum Graecorum et Romanorum Teubneriana, BSB B.G. Teubner, 1971.